# سي إن سي ورلد
سي إن سي ورلد (بالصينية المبسطة: 中国新华新闻电视网英语电视台; بالصينية التقليدية: 中國新華新聞電視網英語電視台; بالبينيين: Zhōngguó Xīnhuá Xīnwén Diànshì Wǎng Yīngyǔ Diànshìtái) هي قناة إخبارية عالمية ناطقة باللغة الانجليزية تبث على مدار 24 ساعة مملوكة للدولة الصينية وبدأت في 1 يوليو 2010. هي مملوكة بنسبة 51٪ للدولة، و 49٪ من قبل مستثمرين من القطاع الخاص، بما في ذلك شركة جري إلكتريك الصينية لتصنيع الأجهزة المنزلية.
وقال رئيس شينخوا لي كونغ جون في المؤتمر الصحفي الذي أعلن عن إطلاق القناة إن المشروع جزء من جهود بكين «لتقديم رؤية دولية من منظور صيني».
في عام 2020، صنفت وزارة الخارجية الأمريكية وكالة أنباء الصين الجديدة (شينخوا)، إلى جانب وسائل الإعلام الحكومية الصينية الأخرى، كبعثات دبلوماسية أجنبية.